# Podolszynka Ordynacka
Podolszynka Ordynacka est une localité polonaise de la gmina de Krzeszów, située dans le powiat de Nisko en voïvodie des Basses-Carpates.